# 32103 Re'emsari
32103 Re'emsari este o planetă minoră (asteroid), cu un diametru de 7,421 km, din centura de asteroizi. A fost descoperită pe 23 mai 2000 la Stația Anderson Mesa de Lowell Observatory Near-Earth-Object Search și a fost numită după Re'em Sari⁠(d). 
Obiectul prezintă o orbită caracterizată de o semiaxă mare de 2,3589716 UAi, o excentricitate de 0,25, o înclinație de 5,27397 ° în raport cu ecliptica.